# Indiana Jones und das Schiff der Götter
Indiana Jones und das Schiff der Götter ist ein Abenteuerroman des deutschen Schriftstellers Wolfgang Hohlbein aus dem Jahr 1990. Es handelt sich um den zweiten von insgesamt acht Indiana-Jones-Romanen, die zwischen 1990 und 1994 von Hohlbein verfasst wurden. In diesem nimmt der amerikanische Archäologe und Abenteurer Dr. Indiana Jones 1939 an einer Expedition in die Arktis teil, wo ein riesiger Eisberg gefunden wurde, der mögliche Überreste aus der Wikingerzeit enthält, wobei er bald einsehen muss, dass es um wesentlich mehr als nur Fragen der Wissenschaft geht.

## Handlung
Im September 1938 fängt ein amerikanisches Forschungsschiff, das sich in der Arktis befindet, einen Hilferuf auf und begibt sich zum Ausgangspunkt des Signals. Dort stößt die Mannschaft unter Kapitän Morton auf einen Eisberg gigantischen Ausmaßes. Eine kleine Gruppe der Besatzung begibt sich mit einem Beiboot an eine Seite des Eisbergs, wo sich eine Art kleiner Strand gebildet hat, die einzige Stelle, über welche der Eisberg zugänglich ist. Dort finden sie die Überreste eines Lagers, das vollständig verwüstet ist. In einem der Zelte stoßen die Männer auf ein blutverschmiertes Messer, was sie Böses erahnen lässt. Alle Mitglieder spüren auch, dass sie in der Nähe des Eisbergs deutlich gereizter sind, die Hemmschwelle zur Gewalt ist sichtlich gesunken. Bei der Suche nach Überlebenden stößt Morton auf eine Höhle, in der sich – einige Meter unter dem Meeresspiegel – ein kleiner See gebildet hat und dort schwimmt zu seiner großen Überraschung ein wikingerzeitliches Boot. Kurz nach der Entdeckung wird er von einem Mann in Fellmantel und mit einem Hörnerhelm auf dem Kopf mit einem Schwert angegriffen. Er flieht aus der Höhle zum Rest der Besatzung. Versuche, den Mann zu überwältigen, schlagen fehl. Nachdem die Lage eskaliert und es erste Tote gibt, eröffnen schließlich mehrere Männer das Feuer auf den Fremden. Später stellt sich heraus, dass es sich bei dem Angreifer – welcher die Treffer wie durch ein Wunder überlebt – um den Wissenschaftler Professor van Hesling handelt, welcher der offenbar einzige Überlebende einer verschollenen deutschen Expedition im Eismeer war.
Im März 1939 begibt sich Morton gemeinsam mit dem Wissenschaftler Dr. Browning, der für die amerikanische Regierung arbeitet, nach Alaska. Dort findet ein mehrtägiges Hunderennen statt, an dem auch der berühmte Archäologie-Professor und Abenteurer Dr. Indiana Jones teilnimmt. Die beiden hoffen, Jones bei einer der Zwischenstationen auf der Wegstrecke anzutreffen und ihn für eine Expedition nach Odinsland, wie der gigantische Eisberg inzwischen getauft worden ist, gewinnen zu können. Auf dem Weg werden sie von einem Bären angegriffen und ihnen kommt Jones zusammen mit einem Eskimo, der ihn bei dem Rennen mit seinem Hundeschlitten unterstützt, zur Hilfe. Es gelingt ihnen später, Jones in einer Spelunke, wo er an einer Pokerpartie teilnimmt, anzusprechen und ihm das Angebot zu unterbreiten. Da sie nur sehr wenige Informationen preisgeben dürfen, ist Jones zunächst desinteressiert, vor allem, da er und sein Freund Quinn sehr lange dafür trainiert haben, an diesem Rennen teilzunehmen. Dr. Browning gelingt es geschickt, Indiana Jones die Expedition schmackhaft zu machen, sodass dieser schließlich trotz der nur wenigen Informationen einwilligt, sie zu begleiten. Allerdings stellt er zwei Bedingungen: Erstens will er zuerst das Rennen zu Ende fahren, zweitens ist er nur bereit zu gehen, wenn Quinn und seine Hunde mitdürfen.
Zwei Wochen später treffen sich die Expeditionsteilnehmer in New York. Neben Jones, Quinn, Morton und Dr. Browning nehmen auch der Armeepilot Bates und die beiden dänischen Wissenschaftler Erikson und Baldurson daran teil. Ebenfalls sind zwei deutsche Angehörige der deutschen Wehrmacht dabei. Das Deutsche Reich hatte auf eine Beteiligung bestanden, da es sich bei van Hesling um einen deutschen Staatsbürger handelte und die US-Regierung zum einen davon ausging, dass ohne van Heslings Anwesenheit die Expedition keinen Sinn ergebe, zum anderen sind die diplomatischen Beziehungen zwischen Deutschland und den Vereinigten Staaten so sehr angespannt, weshalb man die Deutschen nicht brüskieren wollte. Van Hesling, der eigentlich erst 35 Jahre alt ist, optisch nun aber wie ein alter Mann aussieht und geistig völlig verwirrt ist, wird zudem von der jungen Psychologin Dr. Mabel Rosenfeld begleitet. Bereits im Hilton-Hotel, wo alle abgestiegen sind, zeigt sich, wie drastisch die Erlebnisse auf Odinsland für van Hesling waren: Als nach dem Regen ein Regenbogen am Himmel erscheint, reißt sich der Wissenschaftler los und klettert nach draußen auf den Sims des Hotels und verkündet, dass endlich Bifröst erschienen sei und er nun nach Hause gehen könne. Nur knapp gelingt es Jones, den Wissenschaftler vor dem Sturz in die Tiefe zu bewahren. Der Vorfall zieht große Aufmerksamkeit auf sich, sodass die Teilnehmer durch den Hinterausgang des Hotels gehen und mit einem Lastwagen zum Hafen gebracht werden. Dort erhält Jones zu seiner Überraschung ein Briefing durch den amerikanischen Präsidenten höchstpersönlich. Dieser macht ihm deutlich, dass es hierbei um mehr geht als nur eine wissenschaftliche Expedition: Es besteht die Befürchtung, dass man auf Odinsland etwas finden könnte, was als Waffe nutzbar ist, und dies soll auf keinen Fall den Deutschen in die Hände fallen. Jones erhält die Weisung, dass er alles unternehmen soll, um einen solchen Fund für die Vereinigten Staaten zu sichern, wenn dies hingegen nicht möglich sei, soll er diesen vernichten. Die Expeditionsteilnehmer werden danach nach Lakehurst gebracht, wo sie ein großes Zeppelin namens Dragon besteigen, bei dem es sich um einen neuen Prototyp der US-Armee handelt. Auf diesem wird allen Teilnehmern der Expedition nun offenbart, was man auf Odinsland gefunden hat. Sie bekommen das Bildmaterial vorgelegt und können auch die bisher geborgenen Artefakte, etwa den Hörnerhelm, begutachten. Sie erfahren auch, dass Mortons Mannschaft damals wegen des sich verschlechternden Wetters keine Zeit mehr hatte, um nach weiteren Überlebenden zu suchen oder die Höhle mit dem Schiff näher zu begutachten. Wo genau sich der Eisberg nun befindet, wisse man nicht genau, man setzt auf das Wissen der dänischen Forscher, den Ort ausfindig zu machen.
Während des Fluges über Kanada kommt es jedoch zu einem Vorfall, in den Jones verwickelt wird: Im Gespräch mit Bates erfährt er, dass die Laderäume des Zeppelins voller Waffen und Munition sind. Jones will es sich selbst ansehen und die beiden begeben sich dorthin, werden aber überraschend angegriffen. Jones setzt sich zur Wehr und muss erleben, wie die Hülle beschädigt wird. Durch das austretende Gas verliert er das Bewusstsein. Als er wieder zu sich kommt, erfährt er, dass jemand versuchte, Morton zu töten und Dr. van Hesling verschwunden ist. Neben dem Loch in der Hülle hatte jemand das Wort „Odin“ geschrieben. Es wird davon ausgegangen, dass der Wissenschaftler ermordet wurde und mit dem Wort versucht wird, es so aussehen zu lassen, als hätte dieser sich seinen Wunsch, endlich heim zu den Göttern zu gelangen, durch einen Sprung in die Tiefe erfüllt. Ebenfalls wird ein Peilsender gefunden, mit dem die Position des Luftschiffes die ganze Zeit über weitergeleitet wurde. Da ein deutscher Wehrmachtsdolch gefunden wurde, werden die beiden deutschen Offiziere verdächtigt und festgenommen. Jones ist, so sehr er eine Abneigung gegen die deutschen Teilnehmer hegt, jedoch davon überzeugt, dass diese nichts mit der Sache zu tun haben. Bestätigt wird er etwas später dadurch, als Quinn ihm berichtet, dass jemand den Hunden im Lagerraum vergiftetes Fleisch ausgelegt hat. Da dies zum Zeitpunkt geschah, zu dem die beiden Deutschen bereits weggesperrt waren, muss entweder jemand ein falsches Spiel treiben oder ein blinder Passagier an Bord sein. Die beiden Deutschen werden daraufhin wieder freigelassen. Schließlich erfährt die Expedition auch, um was es wirklich geht: Das Auffinden des dortigen Eisbergs und die Untersuchung des dort befindlichen Schiffs sind nur eine Nebensache. Hauptsächlich ist die Expedition gestartet, um eine geheime deutsche Raketenbasis in dieser Region zu finden, die erst kürzlich errichtet worden ist. Von deren Existenz weiß man, da man deutsche Funksprüche abgefangen hat. Ziel ist es, die wissenschaftlichen Expeditionsteilnehmer auf Odinsland abzusetzen und dann weiterzufliegen und die deutsche Basis aus der Luft mit all den an Bord befindlichen Waffen zu vernichten, auch wenn dies als kriegerischer Akt aufgefasst werden könnte.
Als sich der Zeppelin schließlich dem wiedergefundenen Eisberg nähert, zieht jedoch plötzlich ein starker Sturm auf, in den das Luftschiff gerät. Es kann den Kurs nicht mehr halten und stürzt auf Odinsland ab, dabei kommt ein großer Teil der Besatzung ums Leben. Das Wrack wird schließlich von einem aufgetauchten deutschen U-Boot beschossen und somit endgültig zerstört. Von Ludolf, der einzige deutsche Überlebende des Absturzes, versichert, dass er sich nicht erklären könne, was vor sich gehe und nichts von deutschen Einheiten in dieser Gegend wisse. Die Expeditionsmitglieder suchen sich eine geschützte Stelle. Bald kommen jedoch deutsche Stukas angeflogen und feuern auf Odinsland. Auf der Flucht vor diesen stürzen Jones und Rosenfeld, die sich während der Reise deutlich nähergekommen sind, ein Stück in den Boden und entgehen nur knapp einem Abgrund. Sie werden von deutschen Soldaten, die inzwischen auf Odinsland sind, nach oben gezogen. Dort begegnen sie auch Erikson wieder, der bisher als beim Absturz getötet galt und sich nun ihnen als SS-Obersturmbannführer Klaus Erich vorstellt. Nun wird Jones klar, wer für den Tod van Heslings verantwortlich war und ihre Position verraten hatte. Die gesamten Überlebenden der Mannschaft befinden sich nun in deutscher Gefangenschaft.
Am nächsten Morgen erfahren sie von Erich, dass es überhaupt keine deutsche Raketenbasis in der Arktis gab, sondern es sich um ein großangelegtes Täuschungsmanöver handelte, damit die Vereinigten Staaten ein Luftschiff in die Gegend losschicken, da das Deutsche Reich nicht die notwendigen Kapazitäten für eine Expedition dieser Größenordnung zur Verfügung hatte und die Zeit sehr knapp geworden war. Interessiert ist Erich einzig an dem gefundenen Schiff, von dem er annimmt, dass es sich um das Nagelfahr aus der germanischen Mythologie handelt, jenes Schiff, mit dem die Seelen der Toten zu Odins Festhalle Walhall gebracht werden. Erich erhofft sich, damit eine Macht entfesseln zu können, mit welcher der Welt eine neue Ordnung verpasst werden kann. Jones erkennt nun, weshalb Adolf Hitler das Schiff in seinen Besitz bringen kann: Es verwandelt Menschen in Berserker, deshalb war van Hesling damals in der Lage, es mit mehreren Soldaten aufzunehmen. Jones und Rosenfeld steigen mit Erich zu dem unterirdischen See hinab, wo sie das schwarze Schiff, das in etwa fünf Mal so groß wie ein gewöhnliches Wikingerschiff ist, aus der Nähe betrachten. Als Erich einem Soldaten befiehlt, an Bord zu gehen, wird dieser jedoch getötet. Erich lässt durchblicken, dass er mit so etwas gerechnet hat. Sie werden plötzlich von einem Hünen in Wikingerkleidung überrascht. Dieser greift Erich an, der in den See fällt, dann schnappt er sich Jones und Rosenfeld und bringt sie in eine andere Höhle. Dort erkennen sie, dass es sich um Quinn handelt. Er fand die Waffen in einer der Höhlen, die den Eisberg durchziehen, wo sich auch eine Menge bereits seit Jahrhunderten toter Menschen befinden, die im Eis den Tod gefunden haben. Jones erkennt, dass es sich wohl um jene Siedler handeln musste, die damals auf Grönland spurlos verschwunden waren, von denen ihnen Erich während der Fahrt mit dem Zeppelin berichtet hatte. Sie erkennen auch, dass sich van Hesling nicht alleine von den Reserven der deutschen Expedition längere Zeit so lange Zeit überlebt hatte, sondern sich von einigen der Leichen ernährte.
Sie begeben sich wieder an die Oberfläche und wollen zu dem Lager schleichen, das die Deutschen provisorisch errichtet haben, um ihre dort noch gefangen gehaltenen Kameraden zu befreien. Die negative Aura des Eisbergs macht sich bald bemerkbar, denn anstatt zu fliehen beschließen einige der befreiten US-Soldaten, die mit an Bord des Luftschiffs waren, sich Waffen zu besorgen und ein Gefecht mit den Deutschen zu liefern. Dieses artet schließlich in einen großangelegten Faustkampf Mann gegen Mann aus, wobei die beiden Seiten bald verschwimmen und jeder gegen jeden kämpft. Jones will die Gelegenheit nutzen und den Deutschen Sprengstoff entwenden, um das Schiff in der Höhle in die Luft zu jagen. Dabei wird er jedoch von dem wieder aufgetauchten Erich überrascht, der ihn verhöhnt, dass er tatsächlich dachte, mit Handgranaten das Nagelfahr zerstören zu können. Mit seinem Auftauchen hat die Raserei plötzlich ein Ende gefunden und Jones kommen die Soldaten auf Odinsland von ihren Bewegungen nun so vor, als ob sie willenlose Puppen wären. Erich befiehlt seinen Männern, die Gefangenen zu erschießen, doch als diese ihre Gewehre anlegen, mischt sich Major von Ludolf ein, der Erich einen Verrückten nennt und ihm das Kommando entzieht. Er meint, dass das hier, was auf dem Eisberg ist, zu gefährlich ist, es würde nicht nur den Feinden Deutschlands, sondern allen den Tod bringen. Als Erich sich wehrt, sieht sich von Ludolf gezwungen, ihn zu erschießen.
Danach sichert von Ludolf ihnen zu, dass das deutsche U-Boot sie alle mitnehmen und am nächsten amerikanischen Hafen absetzen wird. Jones will gerade mit den anderen Teilnehmern an Bord gehen, als er bemerkt, dass Rosenfeld nicht unter ihnen ist. Er ahnt, dass sie im Alleingang versuchen will, das Boot zu sprengen, und kehrt daher zurück zum Eingang zum unterirdischen See. Er findet Rosenfeld dort und sie beschließen, gemeinsam zu versuchen, den Sprengstoff einzusetzen. Die anschließende Detonation führt jedoch nicht zur Zerstörung des Schiffes, stattdessen bricht der Boden des Eisschachts und Odinsland beginnt zu sinken, da immer mehr Wasser eindringt und das Schiff dadurch langsam nach oben steigt. Jones und Rosenfeld müssen feststellen, dass Erich, obwohl sie gesehen haben, wie von Ludolf ihm mehrere Kugeln in den Leib schoss, immer noch am Leben ist. Er befindet sich an Bord des Nagelfahrs und schießt von dort aus Blitze mit Thors Hammer, der sich an Bord des Schiffes befand. Rosenfeld will, dass Jones in Deckung geht, während sie versuchen wird, an Bord zu gehen und Erich die Waffe zu entreißen. Jones will sie davon abhalten, und erinnert daran, was mit dem deutschen Soldaten geschah, der zuvor an Bord gegangen war. Rosenfeld meint jedoch, dass sie das Schiff betreten kann, und verrät, dass ihr jüdisch anmutender Familienname keinen solchen Hintergrund besitzt, ihre Eltern ursprünglich aus Deutschland stammen und ihr Stammbaum so rein sei, dass ihre Familie wohl von den Asen selbst abstammen müsste. Dadurch denkt sie, einen Vorteil zu haben, da Erich sie für eine Jüdin hält und nicht damit rechnet, dass ausgerechnet sie das Nagelfahr betreten kann. Jones sucht, um für Ablenkung zu sorgen, das Gespräch mit Erich, während Rosenfeld sich an Bord schleicht. Es gelingt ihr schließlich, Erich den Hammer aus der Hand zu reißen, die Waffe versinkt schließlich im Meer. Jones, der auf den letzten Resten von Odinsland aus das Schauspiel an Deck beobachtet, bemerkt, wie ein goldener Schimmer Rosenfeld umgibt, sie wehrt nun mit Leichtigkeit Erichs Angriff ab, der schließlich wimmernd auf dem Deck liegen bleibt. Jones ruft Rosenfeld zu, dass sie vom Schiff runter und zu ihm zurückkommen soll, doch sie erwidert nur, dass sie an Bord bleiben muss, weil dies ihre Bestimmung sei. Das Schiff kehre nun heim nach Walhall und sie wolle dabei sein. Jones sieht dem forttreibenden Nagelfahr zu und muss sich eingestehen, dass er Rosenfeld wohl geliebt hat und sie die erste Frau hätte werden können, die in seinem Leben wirklich eine Rolle spielt. Er überlegt, ob alle an diesem Abenteuer Beteiligten vielleicht nur aus dem Grund an diesen Ort gekommen waren, damit Rosenfeld auf dieses Schiff steigen konnte. Als das Schiff schließlich nur noch ein winziger Punkt am Horizont ist, glaubt Jones, einen Regenbogen zu erblicken, der sich von der Wasseroberfläche aus in den Himmel erhebt.

## Sonstiges
Das Naglfar (im Roman Nagelfahr geschrieben) ist in der germanischen Mythologie nicht das Schiff Odins, das gefallene Krieger nach Walhall bringt, sondern dient bei Ragnarök als Gefährt für die Feinde der Götter.
In dem 1995 und 1996 veröffentlichten Comic-Abenteuer Indiana Jones and the Sargasso Pirates findet sich eine Ausgangslage, die an Hohlbeins Roman erinnert: Dort findet Indiana Jones ein in einem Eisberg gefangenes Wikingerschiff, auf dem sich eine Axt befindet, die Leif Eriksson gehörte und eine Karte von Vinland eingraviert hat.
Wolfgang Hohlbein veröffentlichte den Roman später unter dem Titel Das Totenschiff nochmals als zweiten Band der Thor-Garson-Reihe, beide Werke sind in ihrer Handlung identisch und weisen nur leichte Veränderungen auf.

## Ausgaben
- Wolfgang Hohlbein: Indiana Jones und das Schiff der Götter. Goldmann, München 1990, ISBN 3-442-09723-1.